# Jean Maley
Jean Maley, né Jean Cabin-Maley le 17 novembre 1933  à Marseille, est un acteur et réalisateur français.

## Filmographie

### Acteur
- 1966 : Le Feu de Dieu de Georges Combret
- 1967 : La Malédiction de Belphégor de Georges Combret
- 1969 : Quai du désir
  - Allô police d'Ado Kyrou, épisode Au diable la malice

### Réalisateur
- 1961 : Seul... à corps perdu
- 1962 : L'assassin viendra ce soir
- 1964 : Sursis pour un espion
- 1966 : La Malédiction de Belphégor (coréalisateur : Georges Combret)
- 1969 : Trafic de filles
  - Quai du désir
- 1970 : Cinquante briques pour Jo
- 1974 : Mort au jury
- 1980 : Cinéma 16, épisode Le secret de Baptistin

### Scénariste
- 1961 : Seul... à corps perdu
- 1962 : L'assassin viendra ce soir
- 1964 : Sursis pour un espion
- 1969 : Quai du désir
- 1980 : Cinéma 16, épisode Le secret de Baptistin